# Miért élvezet a szex?
A Miért élvezet a szex? Jared Diamond 1997-ben írt tudományos-ismeretterjesztő könyve.
Magyarul az eredeti megjelenés évében jelent meg Csányi Vilmos lektorálásával.

## Leírás
A tudósok feltételezik, hogy még legközelebbi majomszerű őseink is döntően másfajta „szexet” űztek. A könyv feltárja, mely evolúciós erők hatására lett az emberi faj eltérő ebből a szempontból és miért lett a szex az emberré válás egy fontos tényezője.

## Magyarul
- Miért élvezet a szex? Az emberi szexualitás evolúciója (Why Is Sex Fun?); ford. Kertész Balázs; Kulturtrade, Bp., 1997 (Világ-egyetem) ISBN 963-9069-51-5

## Tartalom
- Előszó

1. A legelképesztőbb szexuális életű állat
2. A nemek harca
3. Miért nem szoptatják a férfiak a kicsinyeiket? (Hogyan nem fejlődött ki a hímek tejkiválasztása)
4. Alkalmatlan idő a szerelemre (Az örömszerzést szolgáló szex evolúciója)
5. Mire jók a férfiak? (A férfi szerepének evolúciója)
6. Kevesebbel többet (A női menopauza evolúciója)
7. Igaz a reklám (A testi jelzések evolúciója)

- Ajánlott irodalom
- Magyar nyelvű irodalom
- Név- és tárgymutató

## Külső hivatkozások
- Jared Diamond: Miért élvezet a szex? Az emberi szexualitás evolúciója – A Pszichológia Online cikke
- A könyv a Magyar Elektronikus Könyvtárban